# Greverud (przystanek kolejowy)
Greverud – kolejowy przystanek osobowy w Greverud, w regionie Akershus w Norwegii, jest oddalony od Oslo Sentralstasjon o 17,36 km. 

## Ruch pasażerski
Należy do linii Østfoldbanen. Jest elementem - kolei aglomeracyjnej w Oslo - w systemie SKM ma numer 500. Obsługuje lokalny ruch między Oslo Sentralstasjon i Ski. Pociągi odjeżdżają co pół godziny; część pociągów w godzinach poza szczytem nie zatrzymuje się na wszystkich stacjach. 

## Obsługa pasażerów
Wiata, automat biletowy. Odprawa podróżnych odbywa się w pociągu.